# Aphyllanthes monspeliensis
Aphyllanthes monspeliensis je jediný druh rodu Aphyllanthes z čeledi chřestovitých. Je to trsnatá jednoděložná vytrvalá bylina s modrými květy a redukovanými listy, vyskytující se v západním Středomoří.

## Popis
Jedná se o vytrvalou, asi 10–50 cm vysokou rostlinu, rostoucí v hustých trsech. Fotosyntetickou funkci má hlavně stonek, listy jsou redukované na bazální pochvy. Květy jsou na vrcholu stonku, jednotlivě, vzácněji po 2–3, každý květ je podepřen několika blanitými šupinami. Okvětní lístky jsou modré až modrofialové s tmavším středním žebrem, volné. Tyčinek je 6. Semeník je srostlý ze 3 plodolistů, plodem je tobolka.

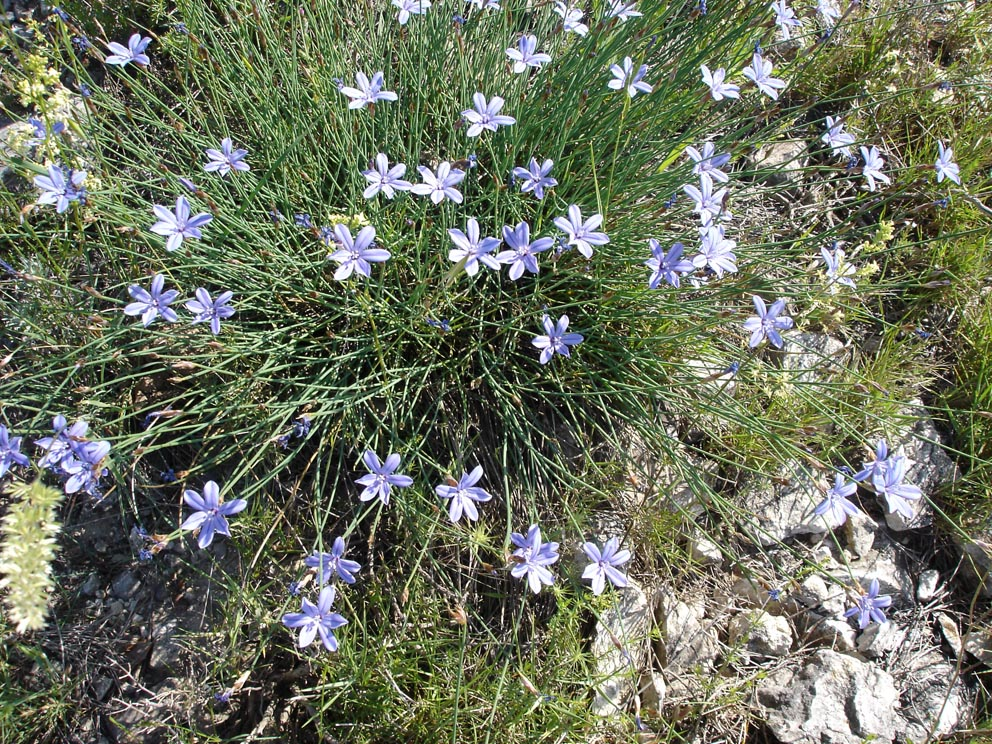
Aphyllanthes monspeliensis

## Rozšíření
Druh roste v západním Středomoří, jak na evropské straně, tak v přilehlé severní Africe.

## Taxonomie
V současné taxonomii (systém APG III) je Aphyllanthes řazen do čeledi chřestovitých (Asparagaceae). V minulosti byl řazen do samostatné monotypické čeledi Aphyllanthaceae, v některých starších taxonomických systémech do čeledi liliovité v širším pojetí (Liliaceae s.l.).